# Байков, Андрей Анатольевич
Андрей Анатольевич Байко́в (род. 1984) — российский политолог-международник, специалист по теории и практике региональных интеграционных взаимодействий, внешней политике России, методологии прикладного политического анализа.

## Образование
2001—2005 гг. — бакалавриат Факультета международных отношений МГИМО (отделение регионоведения). Специализация — страны Восточной Азии. Диплом с отличием.
2005—2007 гг. — магистратура МГИМО, направление «Международные отношения» (программа «Мировая политика»). Диплом с отличием.
В период обучения в аспирантуре стажировался в Университете им. Дж. Вашингтона, США.
Владеет монгольским, английским, немецким и французским языками.
Кандидат политических наук («Сравнительная характеристика интеграционных взаимодействий в Восточной Азии и зарубежной Европе (политический анализ)», МГИМО, 2009), доцент (2013, учёное звание присвоено по кафедре прикладного анализа международных проблем).

## Профессиональный опыт
- 2016 г. — н. вр. — проректор МГИМО МИД России
- 2019 г. — 2021 г. — декан факультета международных отношений МГИМО[3]
- Член Правления (избран в 2014 г.) и член Совета по профессиональному и высшему образованию Российской ассоциации политической науки (избран в 2013 г.)
- 2012 г. — н. вр. — главный редактор журнала «Международные процессы» (журнал входит в международную наукометрическую базу данных Scopus и Перечень ВАК).
- 2011 г. — н. вр. — директор Научно-образовательного форума по международным отношениям (НОФМО)
- Член Ассоциации международных исследований[4] (США)
- С 2012 по 2016 год руководил магистерской подготовкой в МГИМО-Университете
- Читал лекции в Парижском институте политических наук (2013), Свободном университете Берлина (2011), Школе восточных и африканских исследований Лондонского университета (2016)
- С 2011 г. читает в магистратуре двойного диплома МГИМО и Парижского института политических наук (Sciences Po) курс лекций по современным мегатрендам и глобальным проблемам
- Выступал с докладами на крупных международных научных конференциях (Польша, Южная Корея, США, Азербайджан)
- Член ряда профессиональных ассоциаций, в том числе Российской ассоциации политической науки, Российской ассоциации международных исследований[5]
- 2012 г. — директор-организатор Методологического института международных отношений (30-я Зимняя школа НОФМО при поддержке Фонда Макартуров, ЗИМО-2012)[6]
- 2008 г. — приглашённый исследователь (Visiting Scholar) Университета им. Дж. Вашингтона[7] (США)
- 2007—2008 гг. — политический обозреватель международного отдела «РИА-Новости».

## Награды и премии
- Почётный профессор Школы международных отношений и дипломатии Цзилиньского университета (Китай, 2016)
- Лауреат премии им. Роберта Доналдсона 2013 г. Ассоциации международных исследований, США (2013 Robert Donaldson Award, International Studies Association, USA) за лучший научный доклад по России и постсоветскому пространству.
- Медаль РАН ежегодного конкурса молодых учёных (2013) за лучшую научную работу в категории «Мировая экономика и международные отношения» за монографию «Сравнительная интеграция. Практика и модели интеграции в зарубежной Европе и Тихоокеанской Азии» (М.: Аспект-Пресс, 2012. 256 с.).
- В качестве ответственного редактора и соавтора стал лауреатом премии 2 степени Российской ассоциации политической науки в номинации «Лучшая учебно-методическая работа 2013 г.» за учебник «Мегатренды: Основные траектории эволюции мирового порядка в XXI веке»[8].
- В составе коллектива авторов стал лауреатом премии 1 степени Российской ассоциации политической науки в номинации «Лучшая учебная работа 2011 г.» за учебник «Современная мировая политика».

## Сфера научных интересов
Интеграционные тенденции в мировой политике; международные отношения в Восточной Азии; международно-политические аспекты развития постсоветского пространства; проблематика взаимоотношений государства и бизнес-структур.

## Публикации
Имеет более 80 опубликованных научных трудов, в том числе индивидуальную монографию, главы в учебниках и учебных пособиях, получивших гриф Федерального учебно-методического объединения вузов по специальностям «Международные отношения» и «Зарубежное регионоведение».
Неоднократно публиковался в «Литературной», «Независимой», «Российской» газетах.

## Личная жизнь
Женат. Воспитывает двух дочерей и сына.